# Chrysobothris hidalgoensis
Chrysobothris hidalgoensis är en skalbaggsart som beskrevs av Knull 1951. Chrysobothris hidalgoensis ingår i släktet Chrysobothris och familjen praktbaggar. Inga underarter finns listade i Catalogue of Life.